# Basidioascus undulatus
Basidioascus undulatus är en svampart som beskrevs av Matsush. 2003. Basidioascus undulatus ingår i släktet Basidioascus och familjen Dipodascaceae.   Inga underarter finns listade i Catalogue of Life.